# Carlo de Falco
Carlo de Falco (Napoli, 26 novembre 1798 – Pagani, 14 ottobre 1882) è stato un pittore italiano.
Carlo de Falco è stato un pittore italiano, noto per la sua attività ritrattistica presso la corte borbonica e per la sua adesione allo stile neoclassico napoletano.

## Biografia
Figlio dello scultore Filippo de Falco, Carlo apprese i primi rudimenti del disegno nella bottega paterna, influenzata dalla tradizione plastica napoletana. A causa di difficoltà economiche, fu costretto a lavorare nell'amministrazione del lotto. Successivamente, riuscì a iscriversi al Reale Istituto di Belle Arti di Napoli, dove fu allievo di Costanzo Angelini, Gabriele Berger e Pieter van Hanselaere.

## Attività artistica
De Falco si distinse come ritrattista, partecipando a varie esposizioni presso il Regio Museo Borbonico. Nel 1826 presentò tre ritratti, mentre nel 1830 ottenne grande successo con i ritratti ufficiali del re Francesco I delle Due Sicilie e della regina Maria Isabella, a grandezza naturale.
Tra le sue opere più note figurano:
- Ritratto di Francesco I delle Due Sicilie (ca. 1827-1829), olio su tela, Reggia di Caserta.
- La regina Maria Cristina in un interno di palazzo reale (1834), olio su tela, Palazzo Reale di Napoli.
- San Ferdinando, re di Castiglia (1836), olio su tela, Museo di Capodimonte.
- Santa Cristina confortata dagli angeli (1836), olio su tela, Museo di Capodimonte.

## Stile
Lo stile di De Falco è caratterizzato da un disegno rigoroso e un'attenta resa realistica dei soggetti, in linea con la pittura neoclassica. Particolare attenzione è riservata ai dettagli decorativi, tessuti e gioielli, con effetti luministici che anticipano tendenze successive.

## Opere principali
- Ritratto di Francesco I delle Due Sicilie, Reggia di Caserta
- La regina Maria Cristina in un interno di palazzo reale, Palazzo Reale di Napoli
- San Ferdinando, re di Castiglia, Museo di Capodimonte
- Santa Cristina confortata dagli angeli, Museo di Capodimonte